# 死後硬直 (アルバム)
『死後硬直』（Rigor Mortis Sets in）は、ジョン・エントウィッスルの3作目のソロ・アルバムである。彼がザ・フーのメンバーとして活動していた1973年に発表された。

## 解説
前作『風の詩』（1972年）に続いてエントウィッスルと共にプロデューサーを務めたジョン・アルコック（John Alcock）は、本作について次のように語った。
ああ、あれはジョンのパーティー・アルバムだった。彼は単に家を出て、人々とスタジオに集い、笑いたかっただけだ。作るのはすごく楽しかったし。ただ、それがレコードを作る特に正当な理由だったとは思わない。彼はパロディー・アルバムを作ろうと少し無理しすぎたようだ。それはあまり良い考えではなかった。
収録曲10曲のうち、「ミスター・ベース・マン」、「ハウンド・ドッグ」、「ルシール」を除く7曲がエントウィッスル作。「マイ・ワイフ」はザ・フーのアルバム『フーズ・ネクスト』（1971年）収録曲の再録音で、残り6曲が新曲である。
オリジナルLPの見開きジャケットの外側（表ジャケットと裏ジャケット）には棺桶、内側には「ロックン・ロール」の墓の写真が用いられており、死後硬直を起こしているのはロックン・ロールであることが示されている。アメリカ盤とカナダ盤のジャケットの写真の配置は外側が墓で内側が棺桶になっている。

## 収録曲
作詞・作曲の記載なき曲はJohn Entwistle作。邦題は日本盤に準拠。

### CD
| #         | タイトル                                                     | 作詞・作曲                       | 時間  |
| --------- | ------------------------------------------------------------ | -------------------------------- | ----- |
| 1.        | 「ギミー・ザット・ロックン・ロール Gimme That Rock N' Roll」 |                                  | 2:54  |
| 2.        | 「ミスター・ベース・マン Mr. Bass Man」                      | Johnny Cymbal                    | 2:44  |
| 3.        | 「ドゥ・ザ・ダングル Do The Dangle」                         |                                  | 4:04  |
| 4.        | 「ハウンド・ドッグ Hound Dog」                               | Jerry Leiber, Mike Stoller       | 2:16  |
| 5.        | 「メイド・イン・ジャパン Made In Japan」                     |                                  | 3:50  |
| 6.        | 「マイ・ワイフ My Wife」                                     |                                  | 3:29  |
| 7.        | 「ローラー・スケート・ケイト Roller Skate Kate」             |                                  | 3:41  |
| 8.        | 「ペッグ・レッグ・ペギー Peg Leg Peggy」                     |                                  | 4:06  |
| 9.        | 「ルシール Lucille」                                         | Albert Collins, Richard Penniman | 2:53  |
| 10.       | 「ビッグ・ブラック・キャデラック Big Black Cadillac」        |                                  | 3:30  |
| 合計時間: | 合計時間:                                                    | 合計時間:                        | 33:27 |

### オリジナルLP
| #         | タイトル                                                     | 作詞・作曲                 | 時間  |
| --------- | ------------------------------------------------------------ | -------------------------- | ----- |
| 1.        | 「ギミー・ザット・ロックン・ロール Gimme That Rock N' Roll」 |                            | 2:54  |
| 2.        | 「ミスター・ベース・マン Mr. Bass Man」                      | Johnny Cymbal              | 2:44  |
| 3.        | 「ドゥ・ザ・ダングル Do The Dangle」                         |                            | 4:04  |
| 4.        | 「ハウンド・ドッグ Hound Dog」                               | Jerry Leiber, Mike Stoller | 2:16  |
| 5.        | 「メイド・イン・ジャパン Made In Japan」                     |                            | 3:50  |
| 合計時間: | 合計時間:                                                    | 合計時間:                  | 15:48 |

| #         | タイトル                                              | 作詞・作曲                       | 時間  |
| --------- | ----------------------------------------------------- | -------------------------------- | ----- |
| 1.        | 「マイ・ワイフ My Wife」                              |                                  | 3:29  |
| 2.        | 「ローラー・スケート・ケイト Roller Skate Kate」      |                                  | 3:41  |
| 3.        | 「ペッグ・レッグ・ペギー Peg Leg Peggy」              |                                  | 4:06  |
| 4.        | 「ルシール Lucille」                                  | Albert Collins, Richard Penniman | 2:53  |
| 5.        | 「ビッグ・ブラック・キャデラック Big Black Cadillac」 |                                  | 3:30  |
| 合計時間: | 合計時間:                                             | 合計時間:                        | 17:39 |

## 参加メンバー
出典。番号はCDのトラックナンバーを示す。
- トニー・アシュトン　Tony Ashton – ピアノ、オルガン
- グラハム・ディーキン　Graham Deakin – パーカッション
- アラン・ロス　Alan Ross[9] – エレクトリック・ギター、アコースティック・ギター、 リード・ヴォーカル（2）
- ジョン・エントウィッスル　John Entwistle – ベース・ギター、ヴォーカル、トランペット、シンセサイザー、ピアノ（5，7）

- The Ladybirds – バッキング・ヴォーカル（3、5、7）
- Bryan Williams – トロンボーン（6、8）
- Howie Casey – サクソフォーン（1、3、4）